# قرار مجلس الأمن التابع للأمم المتحدة رقم 1265
قرار مجلس الأمن التابع للأمم المتحدة رقم 1265، الذي اتخذ بالإجماع في 17 أيلول / سبتمبر 1999، ناقش القرار حماية المدنيين أثناء النزاع المسلح لأول مرة.

## القرار

### أعمال
أدان مجلس الأمن الاستهداف المتعمد للمدنيين خلال النزاعات المسلحة. ودُعيت جميع الأطراف المعنية إلى احترام القانون الإنساني الدولي، ولا سيما اتفاقيتي لاهاي وجنيف. وحث الدول التي لم تصدق على المعاهدات الدولية على أن تفعل ذلك وأن تتخذ الخطوات اللازمة لتنفيذ المعاهدات على الصعيد المحلي.
وتم التأكيد على أهمية الوصول الآمن والمأمون ودون عوائق مع حرية الحركة للوكالات الإنسانية الدولية أثناء النزاع المسلح. دخلت الاتفاقية المتعلقة بسلامة موظفي الأمم المتحدة والأفراد المرتبطين بها لعام 1994 واتفاقية حظر استخدام وتكديس وإنتاج ونقل الألغام المضادة للأفراد وتدمير تلك الألغام (معاهدة أوتاوا) لعام 1997 حيز النفاذ. وذكَّر المجلس بالفائدة التي قد تعود على المدنيين في النزاعات المسلحة. وتم التأكيد على تدريب الموظفين ووجود الشرطة المدنية في عمليات حفظ السلام، بينما تم التأكيد على الأثر المزعزع للاستقرار لانتشار الأسلحة والذخائر.
وأعرب القرار عن استعداده لدراسة كيفية معالجة ولايات حفظ السلام لضرر النزاع المسلح على المدنيين والاستجابة للحالات التي يكون فيها المدنيون مستهدفين بشكل متعمد وعرقلة المساعدات الإنسانية. وسيعمل المجلس أيضا مع المنظمات الدولية مثل لجنة الصليب الأحمر الدولية والمنظمات الإقليمية لإيجاد سبل لتعزيز حماية المدنيين. وأخيراً، أنشأ المجلس آلية لاستعراض التوصيات الواردة في تقرير الأمين العام وأعلن أنه سينظر في التدابير التي يتعين اتخاذها بحلول نيسان / أبريل 2000.

## روابط خارجية
- نص القرار في undocs.org